# Neoperla schmidiana
Neoperla schmidiana är en bäcksländeart som beskrevs av Peter Zwick 1981. Neoperla schmidiana ingår i släktet Neoperla och familjen jättebäcksländor. Inga underarter finns listade i Catalogue of Life.